# Areso
Areso è un comune spagnolo di 284 abitanti situato nella comunità autonoma della Navarra.